# Friesea truncata
Friesea truncata is een springstaartensoort uit de familie van de Neanuridae. De wetenschappelijke naam van de soort is voor het eerst geldig gepubliceerd in 1958 door Cassagnau.